# Пушкинский мост (Москва)
Пу́шкинский (Андре́евский) — пешеходный мост, построенный через Москву-реку в Москве. Соединяет Пушкинскую набережную Нескучного сада с Фрунзенской набережной. 

## Описание
Построен в 2000 году[уточнить] с использованием конструкций старого Андреевского моста, построенного в 1905—1907 годах по проекту инженеров Л. Д. Проскурякова, П. Я. Каменцева и архитектора А. Н. Померанцева и являющегося памятником архитектуры и инженерного искусства. Авторами Андреевского комплекса, состоящего из пешеходного моста, эспланады и нижней набережной Нескучного сада, стали Ю. Платонов и А. Кузьмин.
Главная арка пешеходного моста массой около 1500 тонн была перемещена на нынешнее место тремя баржами в 1999 году. Весь комплекс работ занял 11 месяцев, судоходство по реке было перекрыто на восемь с половиной суток, а собственно буксировка проводилась 22 мая 1999 года и заняла полтора часа. Так как русло реки на новом месте шире, чем в Лужниках, то со стороны Фрунзенской набережной арка опирается не на шарнир береговой опоры, а на выносную русловую опору; между шарниром арки и берегом — два железобетонных балочных пролёта по 25 м, декорированные фальшсводами. Опоры стоят на ростверках, под ними — буронабивные столбы и сваи глубиной до 17 м.
В связи с тем, что при строительстве Пушкинского пешеходного моста использовали конструкцию старого Андреевского железнодорожного моста, а именно — его главную арку, на входе на мост со стороны Пушкинской набережной (Нескучного сада) сохранена табличка с краткой историей Андреевского моста. Более того, на большинстве карт г. Москвы мост обозначен именно как Андреевский. Также под именем Андреевского моста он входит и в ряд справочников и энциклопедий. Поэтому, хотя его формальное наименование — Пушкинский, в силу сложившегося обычая его часто называют «Андреевский мост».

## Фотогалерея
- Старый Сергиевский (будущий Андреевский) мост, 1908
- Вид на Пушкинский мост с воздуха (вдали - Крымский), 2008
- Вид с Пушкинской набережной
- Вид с реки
- Крытая (центральная) галерея
- Пушкинский мост ночью
- Боковая галерея
- Памятный знак Андреевского моста